# Quítxua d'Ayacucho
El quítxua d'Ayacucho, també conegut com Ayacucho-Chanca, és un dialecte del quítxua meridional parlat als departaments d'Ayacucho, Huancavelica i la meitat occidental del departament d'Apurímac al Perú per aproximadament 1 milió de persones segons SIL International. És la variant quítxua més semblant fonològica i morfològicament a la llengua general en el temps del Virregnat del Perú, heretada per la influència de la Cultura Chanka en aquesta.
A diferència de la varietat cusquenya, la d'Ayacucho no presenta consonants oclusives glotitzades ni aspirades. El fonema oclusiu uvular /q/ es pronuncia fricatiu [χ] en totes les posicions. Aquest dialecte conserva diverses formes antigues en vocables com yaku ('aigua') allí on el cusqueny empra unu, conserva també les formes de -chik per als plurals inclusius.

## Fonologia

### Vocals
|         | Anterior | Posterior |
| ------- | -------- | --------- |
| Alta    | i        | u         |
| Mitjana | e *      | o *       |
| Baixa   | a        | a         |

Préstecs del castellà
El quítxua d'Ayacucho té tres vocals: /a/, /i/, i /u/, que són representades pels parlants nadius com [æ], [ɪ], i [ʊ] respectivament. Quan aquestes vocals apareixen adjacents a la fricativa uvular /χ/, es tanquen (amb [æ] en comptes d'obrir-se més), donant respectivament [ɑ], [ɛ], i [ɔ]. En els parlants bilingües, també es poden trobar les realitzacions espanyoles [a], [i], i [u]

### Consonants
A continuació es detallen els fonemes consonants del quítxua d'Ayacucho. Els símbols ortogràfics contraris a l’IPA es donen entre claudàtors.
|           | Labial  | Alveolar | Palatal | Velar   | Uvular | Glottal |
| --------- | ------- | -------- | ------- | ------- | ------ | ------- |
| Oclusiva  | p / b * | t / d *  |         | k / g * |        |         |
| Africada  |         |          | tʃ ⟨ch⟩ |         |        |         |
| Fricativa | f *     | s        |         |         | χ ⟨q⟩  | h       |
| Nasal     | m       | n        | ɲ ⟨ñ⟩   |         |        |         |
| Lateral   |         | l        | ʎ ⟨ll⟩  |         |        |         |
| Vibrant   |         | r        |         |         |        |         |
| Semivocal |         | ɹ ⟨rr⟩ * | j ⟨y⟩   | w       |        |         |

## Fonètica
En la pronunciació de rapicha (fulleta) la «r» es pronuncia com la «r» de la paraula castellana «paro».